# Bauernkrieg (1998)
Bauernkrieg ist ein Kinodokumentarfilm aus dem Jahr 1998 des Schweizer Regisseurs Erich Langjahr. Es ist der zweite Film einer Bauern-Trilogie zu der auch «Sennen-Ballade» und «Hirtenreise ins dritte Jahrtausend» gehören.
Der Kinofilm «Bauernkrieg» wurde 2025 digital restauriert.

## Entstehung
Das Material zum Film entstand über mehrere Jahre. Die Bauerndemonstration vom 9. Januar 1992 auf dem Europaplatz in Luzern kommt im Film genauso vor wie die Bauernkundgebung vom 23. Oktober 1996 auf dem Bundesplatz in Bern, die zu Tumulten führte. Für die Porträts der Pächter, welche ihren Betrieb aufgeben mussten, nahm der Regisseur an verschiedenen Hofversteigerungen teil, die in der Schweiz Ganten genannt werden.

## Inhalt
Im Film «Bauernkrieg» setzt sich Erich Langjahr mit der bedrohten Existenz des Bauern zum Ende des 20. Jahrhunderts, im Zeitalter der Massenproduktion, auseinander. Der Film stellt das Überleben der Landwirtschaft in den Mittelpunkt, in einer Zeit des Übergangs von einer staatlich gelenkten Plan- zur Marktwirtschaft. Es ist die Zeit der explosiven Liberalisierung des weltweiten Handels mit Waren. Trotz des Protestes vieler Bauern wurden die neuen GATT-Verträge vom Schweizer Bundesrat unterzeichnet und vom Parlament genehmigt. Somit wurde die Schweiz 1995 Mitglied der Welthandelsorganisation WTO.
Um in dieser neuen Marktsituation überleben zu können, setzen die meisten Bauern auf den technischen Fortschritt und die Hochzucht. Doch viele Betriebe können da nicht mithalten, geben auf, und die Höfe werden versteigert. In vieler Hinsicht ist Bauernkrieg mit seinen apokalyptischen Visionen der volltechnisierten Agro-Industrie das Gegenstück zu dem „ursprünglichen“, fast idyllischen Bild der Sennen-Ballade. Die schockierenden Bilder aus einer Tiermehlfabrik lassen den unheimlichen Eindruck entstehen, die unwürdige Resteverwertung sei ein Schicksal, das Tier und Mensch zugleich betrifft.

## Rezeption
Der Film «Bauernkrieg» wurde vom Publikum kontrovers aufgenommen. An der Premiere am Dokumentarfilm-Festival Nyon 1998 nahm auch Bundesrätin Ruth Dreifuss teil. Dazu schrieb Rolf Breiner in der Zuger Presse: Drastisch führt Langjahr auch vor Augen, wie Innereien und Tierkadaver entsorgt und zu Tiermehl verarbeitet werden. Angesichts solch unappetitlicher Bilder schloss auch Bundesrätin Dreifuss die Augen – während Langjahr doch nichts anderes im Sinn hat, als uns die Augen zu öffnen... und Nicole Hess stellte in der Neuen Zürcher Zeitung die Frage: „Wer isst nach Nyon noch Fleisch?“
In der BauernZeitung rezensierte Thomas Binotto den Film ausführlich und schloss mit folgendem Abschnitt: «Bauernkrieg» ist so ein im besten Sinn verstörender und beängstigender Film, weil er bewusst macht, dass eine leistungs- und konsumorientierte Gesellschaft keine ökologische und solidarische sein kann. Aus diesem Grunde soll und muss er Diskussionen auslösen – nicht nur unter Bauern.
In der Radiosendung «Reflexe» führte der Filmjournalist Hans M. Eichenlaub ein halbstündiges Gespräch mit Erich Langjahr über den Film «Bauernkrieg».
«Bauernkrieg» wurde nicht nur in der Deutschschweiz, sondern auch im Tessin und in der Romandie in vielen Kinos gezeigt und teilweise heftig diskutiert. Auch im Ausland wurde der Film an zahlreichen Festivals vorgeführt, so unter anderem in Deutschland, Österreich, Italien, Frankreich, Spanien, Schweden, Argentinien und in den USA.

## Auszeichnungen
- Qualitätsprämie des Eidgenössischen Departements des Innern[9]
- Sonderpreis des Deutschen Bundesumweltministeriums[10]
- Prix du Jury Œcouménique anlässlich des 41. Int. Leipziger Dokumentarfilm-Festivals 1998[10]
- Nominiert Schweizer Filmpreis 1999 „Bester Dokumentarfilm“[11]